# Cantone di Ussel-Ovest
Il Cantone di Ussel-Ovest era una divisione amministrativa dell'arrondissement di Ussel.
A seguito della riforma approvata con decreto del 24 febbraio 2014, che ha avuto attuazione dopo le elezioni dipartimentali del 2015, è stato soppresso.

## Composizione
Comprendeva parte della città di Ussel e i comuni di:
- Chaveroche
- Lignareix
- Saint-Angel
- Saint-Pardoux-le-Vieux